# Свемогућност
Свемогућност или омнипотенција у филозофији је обележје божанске природе. Свети Аугустин то каже овако: „Свемоћан значи да он чини оно што хоће, и да не трпи оно што неће; кад би му се такво што догађало, нипошто не би био свемоћан“ (De civ. D., 5,10,1).
У психологији, омнипотенција је осећај неких особа да својим деловањем или чак мислима могу изазвати велики утицај на понашање или друге промене у социјалној сфери. Многи сматрају да је овакав осећај фиксација на време детињства без поштовања принципа реалности и оног што се догађа „овде и сада”. Вера у омнипотенцијал мисли је магијске природе те ствара услове за развој опсесивне неурозе.